# Alfons Ambuel
Alfons Ambuel (* 16. August 1664 in Saint-Maurice; † 13. März 1742 in Sitten) war ein Schweizer Politiker und Offizier.

## Leben
Alfons Ambuel entstammte einer angesehenen Walliser Familie, die bereits seit anfangs des 16. Jahrhunderts politisch aktiv war. Er war der Sohn des Landvogts von Saint-Maurice, Emanuel Ambuel (1623–1681), der auch Grosskastlan und Zendenhauptmanns von Sitten war und dessen Ehefrau Katharina (1640–1670), Tochter des Benedikt de Platea (1597–1641). Sein Grossvater war der Grosskastellan Balthasar Ambuel.
1689 begann er seine Militärkarriere und wurde Oberstleutnant im Regiment de Courten in französischen Diensten.
In den Jahren 1699, 1706 und 1712 war er Ratsherr von Sitten und in der Zeit von 1718 bis 1719 Seckelmeister, sowie von 1723 bis 1724, 1728 bis 1730 und 1737 Bürgermeister von Sitten.
Ab 1723 war er Bannerherr und von 1726 bis 1728 sowie von 1734 bis 1736 Grosskastlan von Sitten. Von 1729 bis 1737 und von 1741 bis 1742 war er Walliser Vizelandeshauptmann, bis er von 1737 bis 1741 Landeshauptmann wurde.
Er gehörte zu den sogenannten Condottieri-Landeshauptmännern des Wallis.
Alfons Ambuel war seit 1704 verheiratet mit Anna Barbara (* 8. März 1685 in Sitten; † 29. Mai 1723 ebenda), Tochter von Antoine VIII de Torrenté. Gemeinsam hatten sie sieben Kinder:
- Alfons Ambuel;
- Etienne-Joseph Ambuel;
- Anne-Barbe Ambuel;
- Marie-Catherine Ambuel (* 20. Januar 1709 in Sitten; † 20. November 1791 ebenda), verheiratet mit Oberstleutnant Joseph de Courten (1707–1770);
- Marie-Christine Ambuel, verheiratet mit Maurice de Courten;
- Anne-Marie Ambuel († 30. März 1780), verheiratet mit Félix von Torrente (1723–1768);
- Mary Elisabeth Ambuel (* 5. Mai 1722 in Sitten; † 26. Mai 1770 in Siders), verheiratet mit Xavier Kuntschen (1725–1810).

## Ehrungen und Auszeichnungen
Alfons Ambuel war Ritter des St. Ludwig-Ordens.